# Таборинка (приток Туры)
Таборинка — река в России, протекает по Свердловской области. Устье реки находится в 448 км по левому берегу реки Тура. Длина реки составляет 38 км. В 5,8 км от устья по правому берегу впадает река Малая Таборинка.

## Название
Возможно, название реки происходит от татарского табур — «укрепление».

## Данные водного реестра
По данным государственного водного реестра России относится к Иртышскому бассейновому округу, водохозяйственный участок реки — Тура от впадения реки Тагил и до устья, без рек Тагил, Ница и Пышма, речной подбассейн реки — Тобол. Речной бассейн реки — Иртыш.
Код объекта в государственном водном реестре — 14010502312111200006152.